# Tlaltempa
Tlaltempa är en ort i Mexiko.   Den ligger i kommunen Aquixtla och delstaten Puebla, i den sydöstra delen av landet, 130 km öster om huvudstaden Mexico City. Tlaltempa ligger 2 221 meter över havet och antalet invånare är 407.
Terrängen runt Tlaltempa är huvudsakligen kuperad, men österut är den bergig. Runt Tlaltempa är det ganska tätbefolkat, med 60 invånare per kvadratkilometer. Närmaste större samhälle är Zacatlán, 17,7 km norr om Tlaltempa. I omgivningarna runt Tlaltempa växer i huvudsak blandskog.